# Aleksándr Vitkó
Aleksandr Víktorovich Vitkó (en ruso: Александр Викторович Витко, nacido el 13 de septiembre de 1961 en Vítebsk, en la RSS de Bielorrusia de la Unión Soviética) es un Almirante de la Armada de Rusia. Fue comandante de la Flota del Mar Negro desde abril de 2013 hasta junio de 2018.

## Biografía
Vitkó nació en 1961 en la Bielorrusia Soviética. En 1984, se graduó la Escuela Naval Najímov, y luego sirvió en la Flota del Pacífico. Entre 2009 y 2013 fue comandante adjunto de la Flota del Norte.
El 15 de abril de 2013, a través de un decreto presidencial, fue nombrado comandante de la Flota del Mar Negro en Crimea.
En cuanto a su vida personal, está casado y tiene dos hijos.

### Crisis de Crimea
Vitkó formó parte activa en los acontecimientos de la crisis de Crimea de 2014. Según fuentes del ministerio de Defensa ucraniano, Vitkó había emitido un ultimátum oficial a todos los militares ucranianos en servicio para rendirse a las 05:00 (UTC +2) del 4 de marzo o enfrentarse a una confrontación militar con Rusia. Estas acusaciones fueron negadas por el Ministerio de Asuntos Exteriores de Rusia y por un representante de la sede de la Flota del mar Negro. La fecha límite llegó y pasó sin ningún incidente.
Ese mismo día visitó el cuartel general de las Fuerzas Navales de Ucrania en Sebastopol junto a Alexéi Chaly. El vicealmirante permaneció en la sede solo unos minutos y fue ovacionado por activistas prorrusos y miembros de las fuerzas de autodefensa de la península. Al día siguiente, fue procesado por el fiscal general de Ucrania, acusado de «incitación a la traición y sabotaje contra la organización de las tropas ucranianas».
El Ministerio de Defensa de Rusia llamó a esto un «intento de provocación destinada a desestabilizar la situación en Crimea». De acuerdo con el viceministro de Defensa, el comandante de la flota del Mar Negro ejerce sus funciones legalmente, en estricto cumplimiento de los acuerdos entre Rusia y Ucrania sobre la base la flota rusa en Ucrania y en la Carta de las Fuerzas Armadas de la Federación de Rusia. El 12 de marzo el Comité de Investigación de la Federación de Rusia abrió una investigación sobre la decisión ilegal de la Fiscalía General ucraniana contra Vitkó. El comandante fue reconocido como víctima.
El 17 de marzo, fue incluido en la lista de las personas sancionadas por la Unión Europea.
El 19 de marzo, durante una manifestación cerca del cuartel general de la Marina de Ucrania en Sebastopol, los soldados ucranianos se alinearon frente a los manifestantes. Finalmente, vehículos de las personas congregadas rompieron la línea y cerca de 800 activistas ingresaron en el cuartel general, izando la bandera rusa y la insignia de la Armada Rusa y cantando el himno de Rusia. Varios militares abandonaron el cuartel general con sus pertenencias, escoltados por las fuerzas crimeas. Además, el comandante jefe de la Flota del Mar Negro, Vitkó, se desplazó hasta allí para realizar negociaciones con el mando ucraniano.